# Felip Bauçà Canyes
Felip Bauzà i Canyes (Palma, 1764 - Londres, 1834) fou un polític liberal i maçó, geògraf, cartògraf, astrònom, corsari i capità de navili mallorquí de finals del segle xviii i començaments del segle xix.
Havia nascut el 1764 a prop de la plaça del Banc de s'Oli de Palma. Procedent d’una família humil, els seus pares varen aconseguir que ingressés a la Real Escuela de Navegación del Cuerpo de Pilotos (Reial Escola de Navegació del Cos de Pilots) de Cartagena on es graduà. Participà en diverses campanyes militars de la Guerra contra Gran Bretanya (1781): el setge de Gibraltar i la presa del Castell de Sant Felip a Menorca, armat en cors bombardejà Alger entre 1784 i 1785.
Va pertànyer a la comissió que elaborà el Atlas marítimo de España (Atles marítim d'Espanya), sota la direcció de Vicente Tofiño de San Miguel. Fou el cartògraf de l'expedició Malaspina (1789-1794), durant la qual realitzà observacions astronòmiques, geodèsiques i físiques. Va mantenir correspondència sobre astronomia amb l'astrònom i comerciant José Joaquin Ferrer Cafranga i amb el també marí militar Cosme Damián Churruca. En aquesta expedició es va batejar una illa de Nova Zelanda amb el seu cognom castellanitzat: illa Bauzà.
Així mateix va mantenir contactes amb Alexander von Humboldt durant l'estada d'aquest a Espanya (1798). Va realitzar els mapes de Valparaiso a Buenos Aires, Vall de Caracas, l'Orinoco, Atures, Muipures, Cassigniari i el mapa general de Colòmbia.
A l'inici de la Guerra del Francès (1808) estava realitzant l'aixecament d'un mapa de la frontera hispano-francesa i es va negar a lliurar els seus treballs cartogràfics a l'exèrcit de Napoleó fugint a Cadis.
Durant la Guerra, el 1813, el Govern Constitucionalista li va encarregar el disseny d’una nova divisió territorial d’Espanya, projecte sobre el qual s'havia d’afermar la reforma administrativa i fiscal del nou estat liberal. El projecte presentat per Bauçà –que dividia Espanya en 44 províncies– no es va poder aplicar a causa de la tornada de l’absolutisme restaurat per Ferran VII. Després de guanyar la Guerra als francesos, el 1815, va ser nomenat director de la Direcció d’Hidrografia. El 1822, Felip Bauçà va ser elegit diputat en Corts per Mallorca durant el Trienni Liberal (1820-1823), període en què tornà a participar en un projecte de provincialització, en aquesta ocasió amb José Agustín de Larramendi (14 de gener de 1822).
El palmesà va ser un dels diputats que el 1823, va votar l’impediment moral del rei. Aquest gest li havia de costar car, ja que per aquest motiu, el 1826, varen ser confiscats tots els seus béns i fou condemnat a mort. Va tenir temps de refugiar-se a Gibraltar, la seva antiga presó, i des d’allà s'embarcà a Londres, on es va exiliar.
A Londres va ser acollit amb els braços oberts pel món acadèmic i científic anglès. Va ser soci de la Royal Society of London i de la Royal Geographical Society. Bauçà col·laborà amb el capità Robert Fitzroy integrant de la futura expedició del Beagle (1831-1836), en què també participà el naturalista Charles Darwin, i amb el científic Alexander von Humboldt. Els mapes de Bauça del Con Sud Americà, foren usats en la segona expedició del Beagle (1831-1836), i ell mateix indicà les àrees que necessitaven millores cartogràfiques als expedicionaris.
Va morir a Londres el 1834, poc temps després de rebre l’amnistia de la reina Maria Cristina.. Va ser enterrat amb honors a St Mary Moorfields Roman Catholic Church. La Biblioteca Britànica conserva una col·lecció dels seus mapes (The Bauzà Collection of Spanish colonial mapping). Després de la seva mort l’Ajuntament de Palma el va proclamar fill il·lustre de Mallorca.

## Honors i distincions
- Real y Militar Orden de San Hermenegildo d'Espanya.
- Orde de Sant Vladimir de Rússia Орден Святого Владимира
- Membre de diverses acadèmies científiques d'Espanya, Alemanya, Anglaterra, Itàlia i Portugal.
- Fill il·lustre del Regne de Mallorca.
- A Nova Zelanda hi ha una illa amb el seu nom: illa Bauçà o "illa dels Mosquits".
- A Argentina hi ha el riu Bauzà i la punta Bauzà, al golf de San Jorge.
- A Palma un carrer i una escola porten el seu nom.
- A Deià un carrer duu el seu nom.

## La següent generació
Un altre Felip Bauzà Ravena, més jove, fou pensionat entre 1829 i 1832 per estudiar a l'Acadèmia de Mineria de Freiberg (Friburg) per Fausto de Elhúyar, director General de l'Acadèmia de Mineria i Geografia Subterrània d'Almadén (traslladada aleshores a Madrid). Va projectar el far de Cabo Mayor (1839) a Santander.